# آتشفشان ایلینسکی
آتشفشان ایلینسکی (انگلیسی: Ilyinsky) یک کوه آتشفشانی در شبه‌جزیره کامچاتکای کشور روسیه است.